# حادثة قلقيلية 2012
حادثة قلقلية 2012: هي حادثة دهس أدت إلى مقتل ضابط أمن إسرائيلي وقعت في صباح يوم الأحد الموافق 9\9\2012 قرب مدينة قلقيلية في الضفة الغربية حيث كانت مجموعة عمال فلسطينيين يستقلون سيارتهم متجهين إلى إسرائيل من أجل العمل وفي القرب من مدينة قلقيلية قام ضابط شرطة إسرائيلي بأعتراض سيارة العمال الفلسطينيين بشكل مستفز فقام العمال بدهس ضابط الشرطة الإسرائيلي مما أدى إلى إصابته بصورة حرجة وتم نقله إلى مستشفى بلنسون في مدينة بتاح تكفا الإسرائيلية ومات في المستشفى.

## رد فعل إسرائيل
قامت القوات الإسرائيلية بنصب حواجز على مداخل مدينة قلقيلة ونصبت حواجز عسكرية بين المدن في الضفة الغربية كما شددت على دخول العمال الفلسطينيين داخل إسرائيل وشرع الجيش الإسرائيلي بتمشيط قرى منطقة قلقيلية.